# Valeria De Franciscis
Valeria De Franciscis, née le 14 décembre 1915 à Rome et morte le 9 février 2014 dans cette ville, est une actrice italienne.

## Biographie
Née d'une mère turinoise et d'un père avocat, originaire de Naples, Valeria De Franciscis reçoit dans sa jeunesse une éducation rigide. Alors qu'elle n'avait que deux ans, sa mère meurt et son père se remarie. En 1981, son mari meurt à l'âge de 66 ans.
Elle débute en 2008 à l'âge de 93 ans dans Le Déjeuner du 15 août de Gianni Di Gregorio, un film qui connait un certain succès lors de la Mostra de Venise. Pour ce rôle, elle a été primée au Batik Film Festival de Pérouse comme meilleure actrice débutante.

## Filmographie
- 2008 : Le Déjeuner du 15 août (Pranzo di Ferragosto) de Gianni Di Gregorio
- 2009 : I mostri oggi (it) d'Enrico Oldoini
- 2011 : Gianni et les Femmes (Gianni e le donne) de Gianni Di Gregorio